# Piaskun
Piaskun bądź piaskowy dziadek (niem. Sandmann) – postać z folkloru niemieckiego, która usypia dzieci, sypiąc im w oczy piasek.

## PiaskunHoffmana

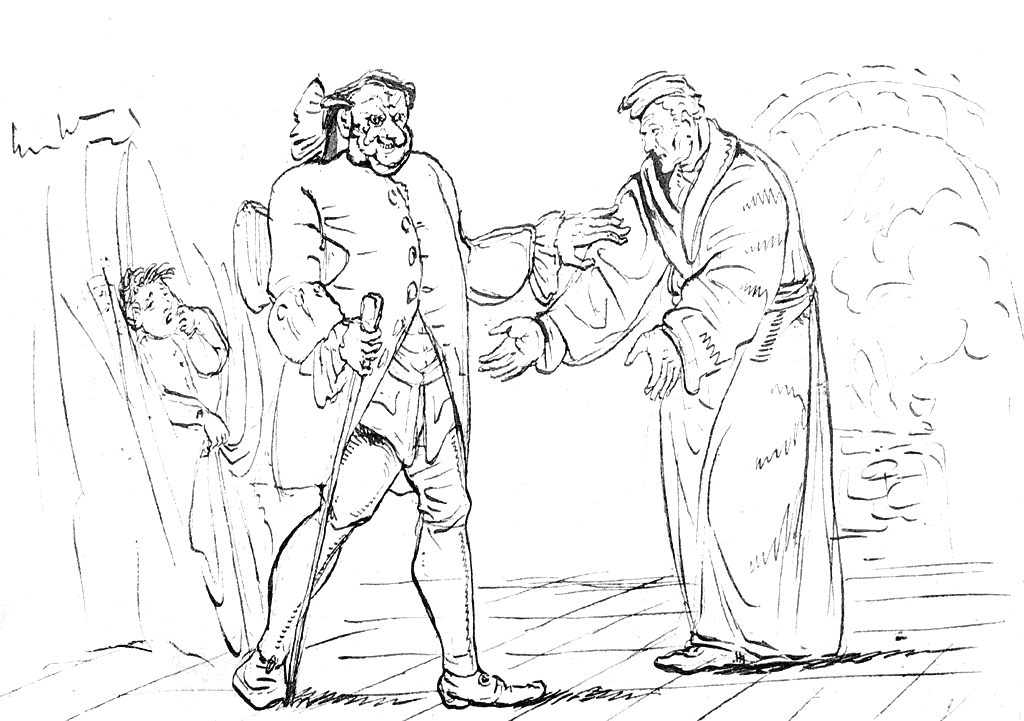
E.T.A Hoffmann, Piaskun

Jednym z najwcześniejszych pojawień się tej postaci w literaturze jest opowiadanie Piaskun (oryg. Der Sandmann) E.T.A. Hoffmanna ze zbioru Nachtstücke (1817). 
Główny bohater utworu, Nataniel, zakochuje się w Olimpii – poruszanej w tajemniczy sposób lalce, która jest efektem alchemicznych prac profesora Spalanzaniego i diabolicznego Coppeliusa. Podczas gdy wszyscy się dziwią jego irracjonalnej miłości, Nataniel uważa, że dostrzegł to, co jest niewidoczne dla innych oczu. Olimpia jest tworem sił nieczystych, jest typem femme fatale, pierwowzorem modernistycznych kobiet-modliszek. Hoffmann odwołuje się także do mitu romantycznej miłości, jednakże szydząc z niego. Bohater Hoffmanna może przypominać Wertera, kończy żywot tak jak on obłędem i samobójczą śmiercią. Nataniel zakochuje się jednak w iluzji.

## Piaskun w innych utworach
O Piaskowym Dziadku traktuje także niemiecki serial animowany Piaskowy Dziadek, który do 1990 roku miał dwie wersje - wschodnią i zachodnią, kontynuowana jest wschodnia. 
Z kolei Ole Zmruż-oczko, przynoszący dzieciom senne marzenia, to bohater baśni Hansa Christiana Andersena pod tym samym tytułem. Ten jednak pryska dzieciom w oczy ciepłym mlekiem.
Piaskun jest również bohaterem piosenki Metalliki Enter Sandman.
Zespół Lordi w teledysku do swojej piosenki Blood Red Sandman nawiązuje do opowiadania „Piaskun” (Lalka, niewidzialne potwory).
Mroczna wersja Piaskuna występuje w komiksie Sandman ze scenariuszem Neila Gaimana.
Piaskun przewija się czasem także w tle powieści ze Świata Dysku Terry’ego Pratchetta.
W powieści szpiegowskiej Ludzie Smileya (Smiley's People) Johna le Carré jeden z głównych bohaterów, Karla, szef tzw. Centrum Moskiewskiego, w szyfrach agentów brytyjskiego wywiadu nazywany jest Piaskowym Dziadkiem („kto zbliży się do niego za bardzo, zasypia na zawsze”).
W filmie Epidemia kryptonim używany podczas akcji to "Sandman".
Roboczym tytułem utworu "Mein Herz brennt" zespołu Rammstein był "Sandmann".